# San Victorino

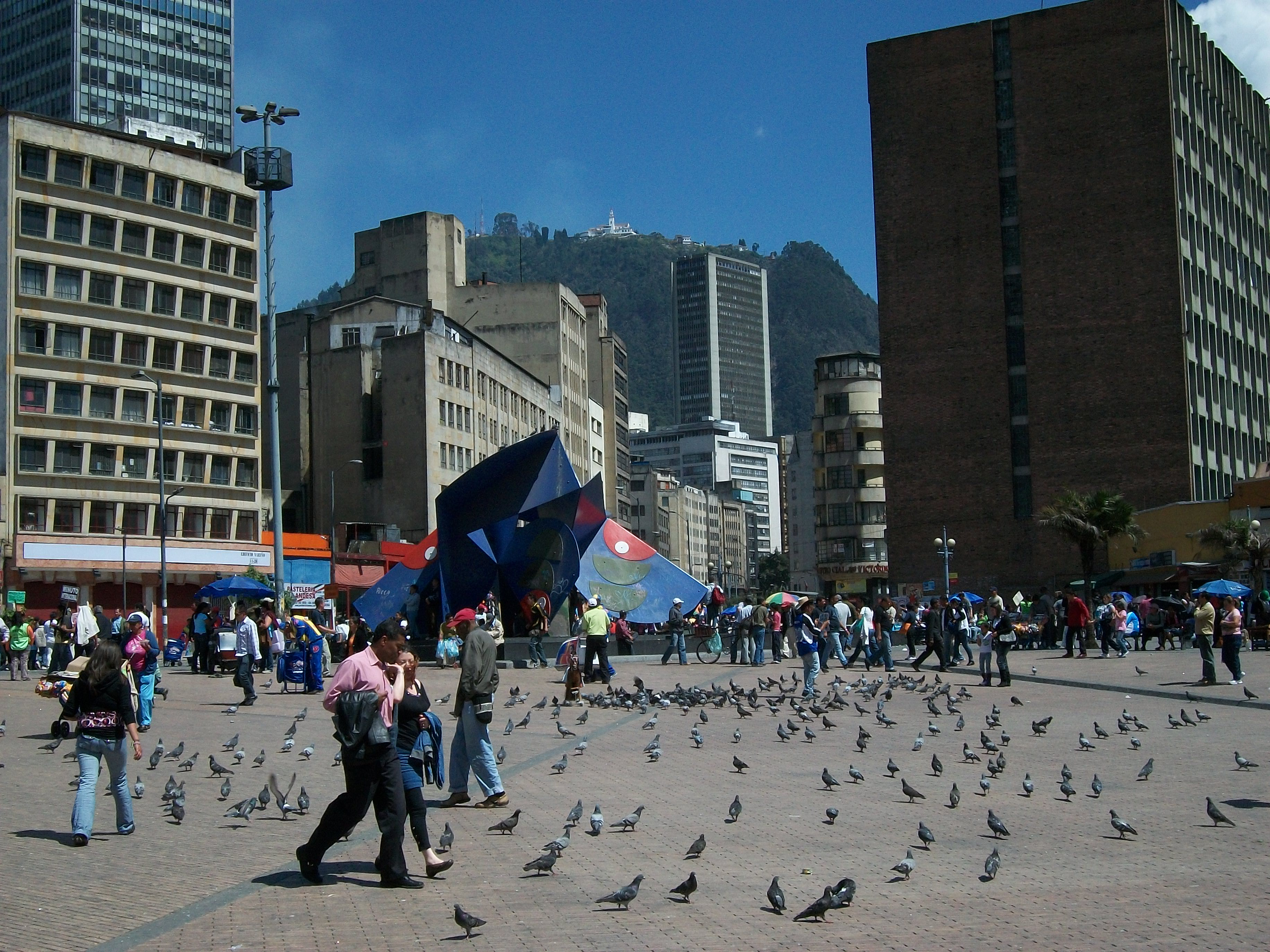
La plaza de San Victorino en la actualidad. Al fondo, el cerro de Monserrate.

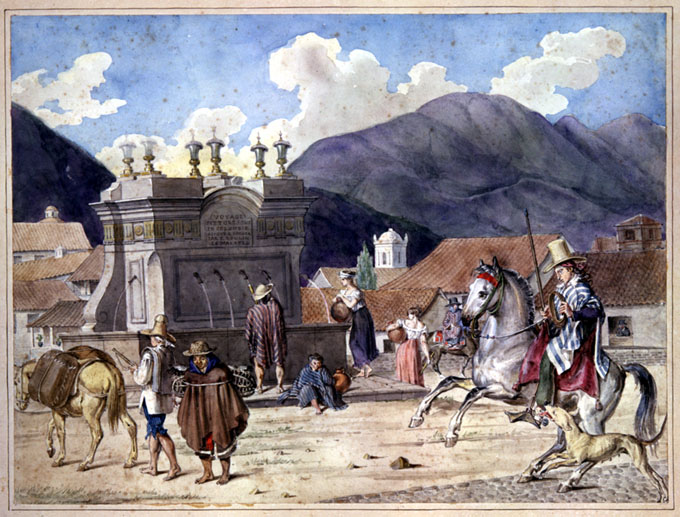
San Victorino hacia 1824. Monserrate es el cerro cuyas estribaciones se aprecian al lado izquierdo de la imagen.

San Victorino es un sector de la ciudad de Bogotá, en Colombia. Pertenece a la localidad de Santa Fe, en dicho sector se encuentra el Barrio Santa Inés. En sus cercanías se encuentra un barrio homónimo ubicado en la Localidad Los Mártires.

## Historia
Fue una de las cuatro parroquias en que se dividía la ciudad de Santafé durante la época colonial, es decir el los siglos XVI y XVIII. Tras la adopción de un sistema civil de división territorial, San Victorino pasó a ser un barrio. Al situarse a la entrada occidental de la ciudad, que conducía a Honda y de ahí a costa del mar Caribe, el sector se caracterizó por ser un centro de reunión de viajeros, comerciantes y artesanos, durante 1810 fue sede de la junta popular de los chisperos liderada por José María Carbonell.
Durante el siglo XX, debido a la llegada masiva de campesinos a la ciudad, huyendo de La Violencia, San Victorino continuó su expansión, sobre todo con el establecimiento de las Galerías Antonio Nariño, nombre que recibió un conjunto de locales comerciales instalados por personas recién llegadas a Bogotá, acompañadas de la febril actividad que caracteriza la centralidad urbana. 
Las transformaciones ocurridas en Bogotá a partir de los años 1990 han incidido positivamente en el barrio, que ha recibido inversiones en su mobiliario urbano. En la Plaza de San Victorino, por ejemplo, se instaló la escultura La mariposa de Edgar Negret, con la que se inauguró en 2000 tras haber arrasado con las antiguas Galerías Antonio Nariño.

## Acceso y vías
La limitan tres grandes avenidas: La Jiménez (calle 13) , la Caracas (carrera 14), conectadas con la estación Jiménez del sistema TransMilenio en ambas calles por medio de acceso a túnel y la Carrera 10 que cuenta con la estación denominada San Victorino, gracias a esta avenida el barrio cuenta con servicio de buses con destinos al norte, sur y occidente de la ciudad.

## Proyecto de mejoramiento

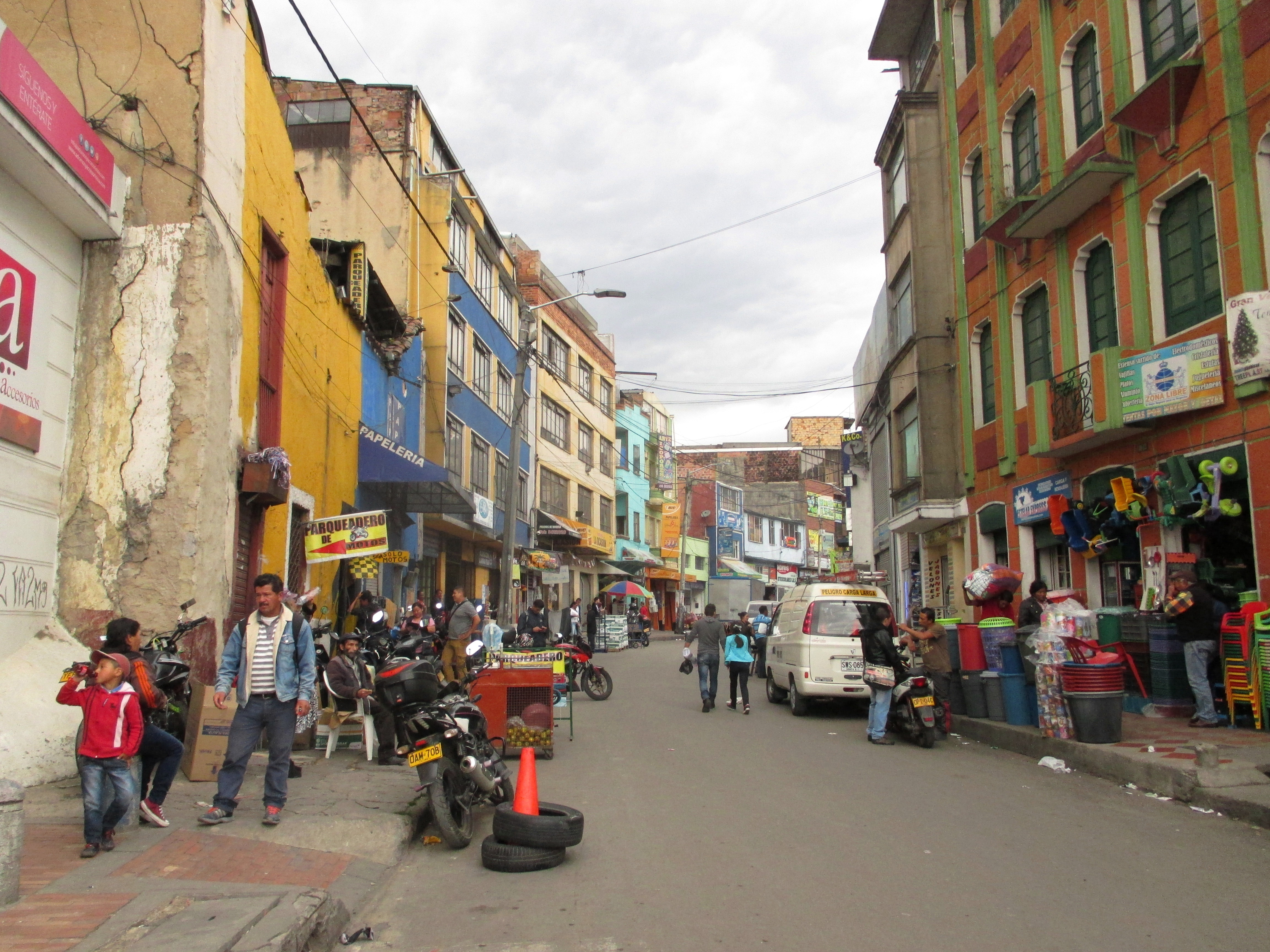
Calle en la zona sur de San Victorino.

El 12 de diciembre de 2014 se reunieron varios empresarios ubicados en San Victorino con el fin de mejorar las calles y reforzar la seguridad de este sector, este proyecto incluiría la instalación de pantallas LED, con el fin de tener un aspecto similar al Time Square de Nueva York. Se esperaba que este proyecto estuviera terminado en el año 2015.